# Lefty Driesell
Charles Grice Driesell, detto Lefty (Norfolk, 25 dicembre 1931 – Virginia Beach, 17 febbraio 2024), è stato un cestista e allenatore di pallacanestro statunitense, dal 2018 fra i membri del Naismith Memorial Basketball Hall of Fame.

## Palmarès
- Campione NIT (1972)